# Saint-Pierre-de-Bat
Saint-Pierre-de-Bat (okzitanisch Sent Pèir de Vaths) ist eine französische Gemeinde mit 282 Einwohnern (Stand: 1. Januar 2022) im Département Gironde in der Region Nouvelle-Aquitaine (vor 2016 Aquitaine). Sie gehört zum Arrondissement Langon und zum Kanton L’Entre-deux-Mers. Die Einwohner werden Pétrusquins genannt.

## Geographie
Die Gemeinde Saint-Pierre-de-Bat liegt im Weinbaugebiet Entre deux mers, etwa 39 Kilometer ostsüdöstlich von Bordeaux und 17 Kilometer nördlich von Langon. Umgeben wird Saint-Pierre-de-Bat von den Nachbargemeinden Porte-de-Benauge im Westen und Norden, Gornac im Osten sowie Mourens im Süden.

## Bevölkerungsentwicklung
| Jahr                       | 1962 | 1968 | 1975 | 1982 | 1990 | 1999 | 2009 | 2020 |
| Einwohner                  | 278  | 256  | 253  | 264  | 251  | 271  | 311  | 288  |
| Quellen: Cassini und INSEE |      |      |      |      |      |      |      |      |

## Sehenswürdigkeiten
- Kirche Saint-Pierre-ès-Liens aus dem 12. Jahrhundert, Monument historique seit 2001
- Schloss Laubarit
- Schloss Mahourat
- Lavoir
- Mühle

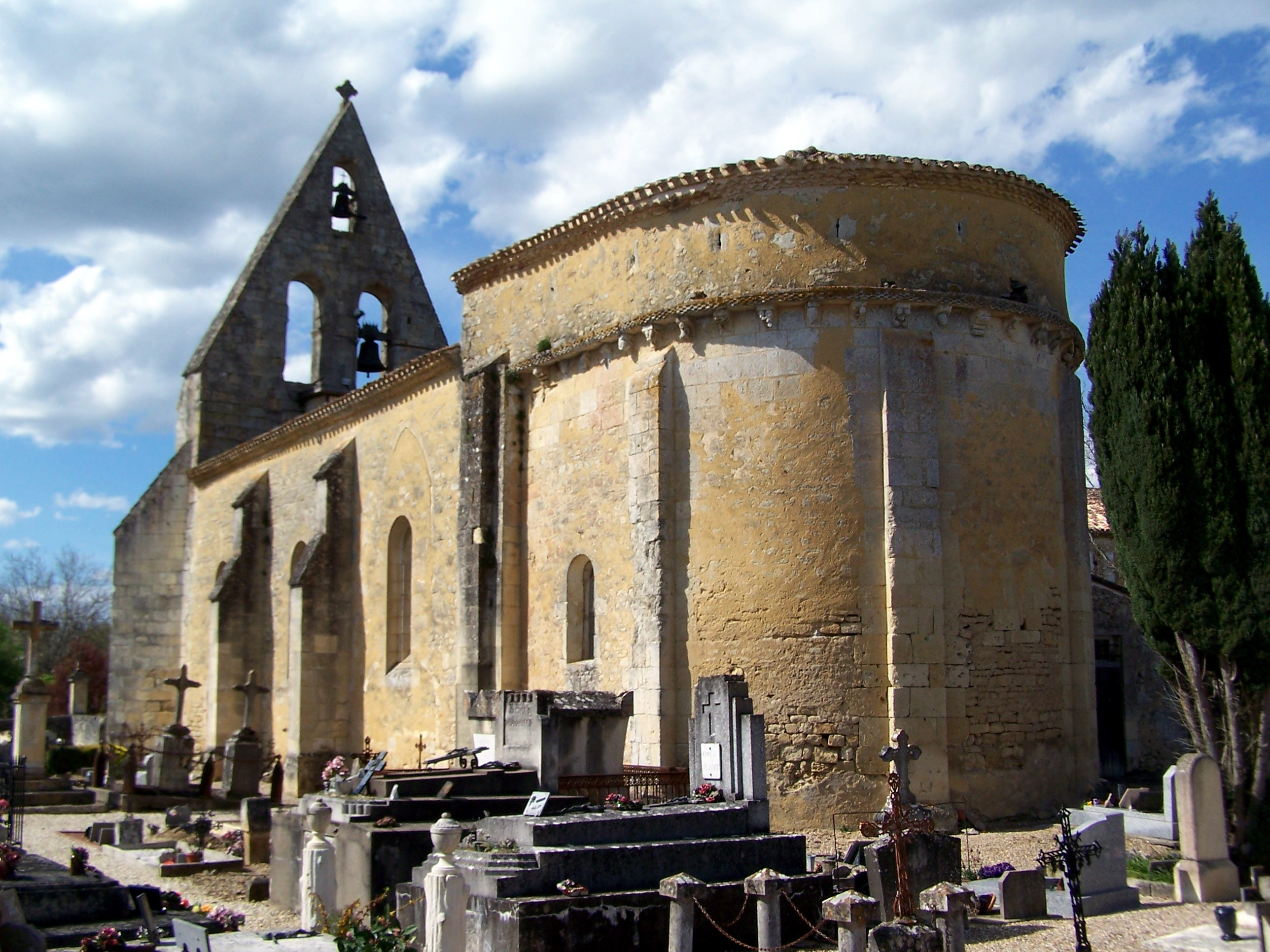
Kirche Saint-Pierre-ès-Liens
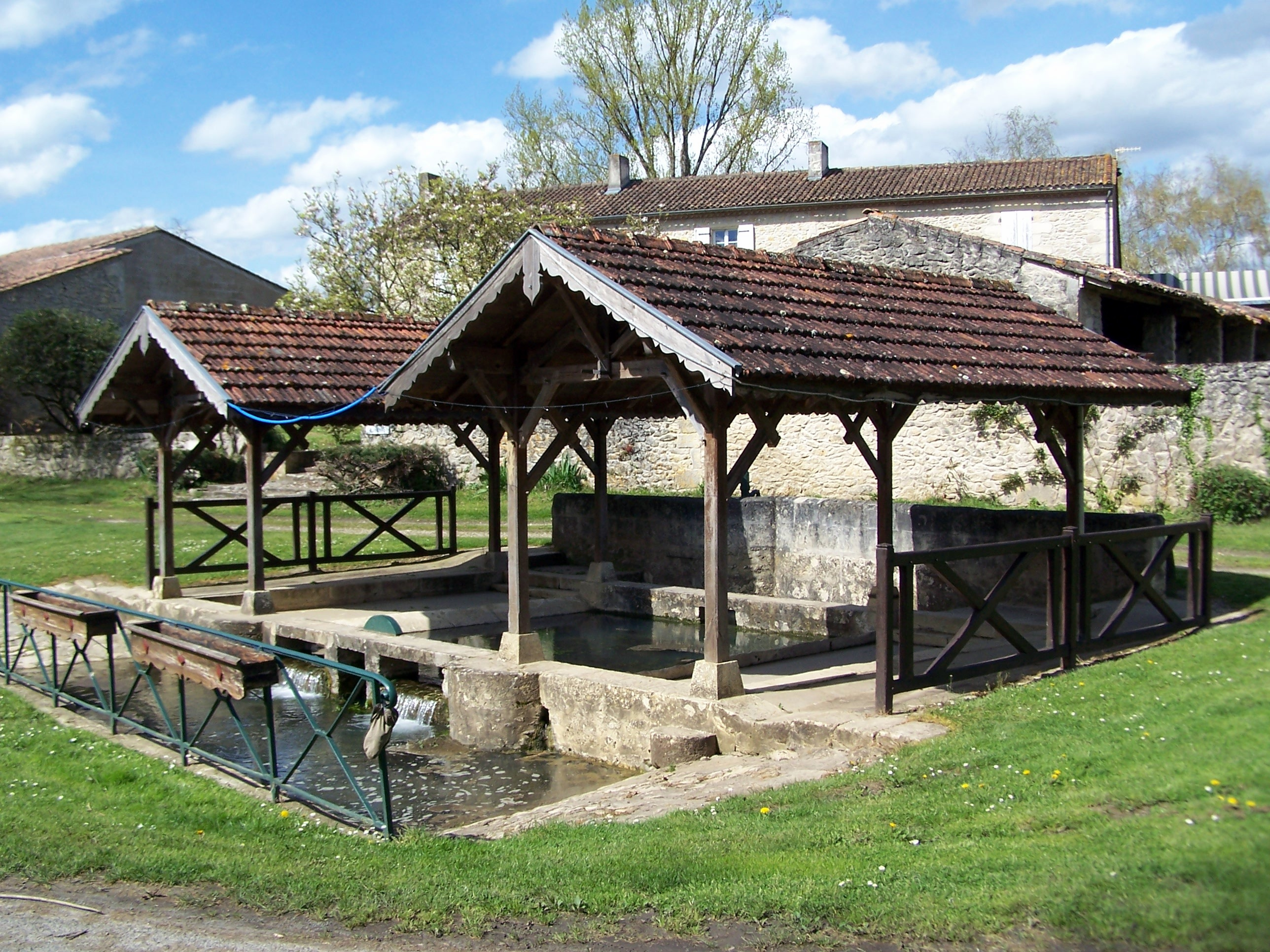
Ehemaliges öffentliches Waschhaus (Lavoir)
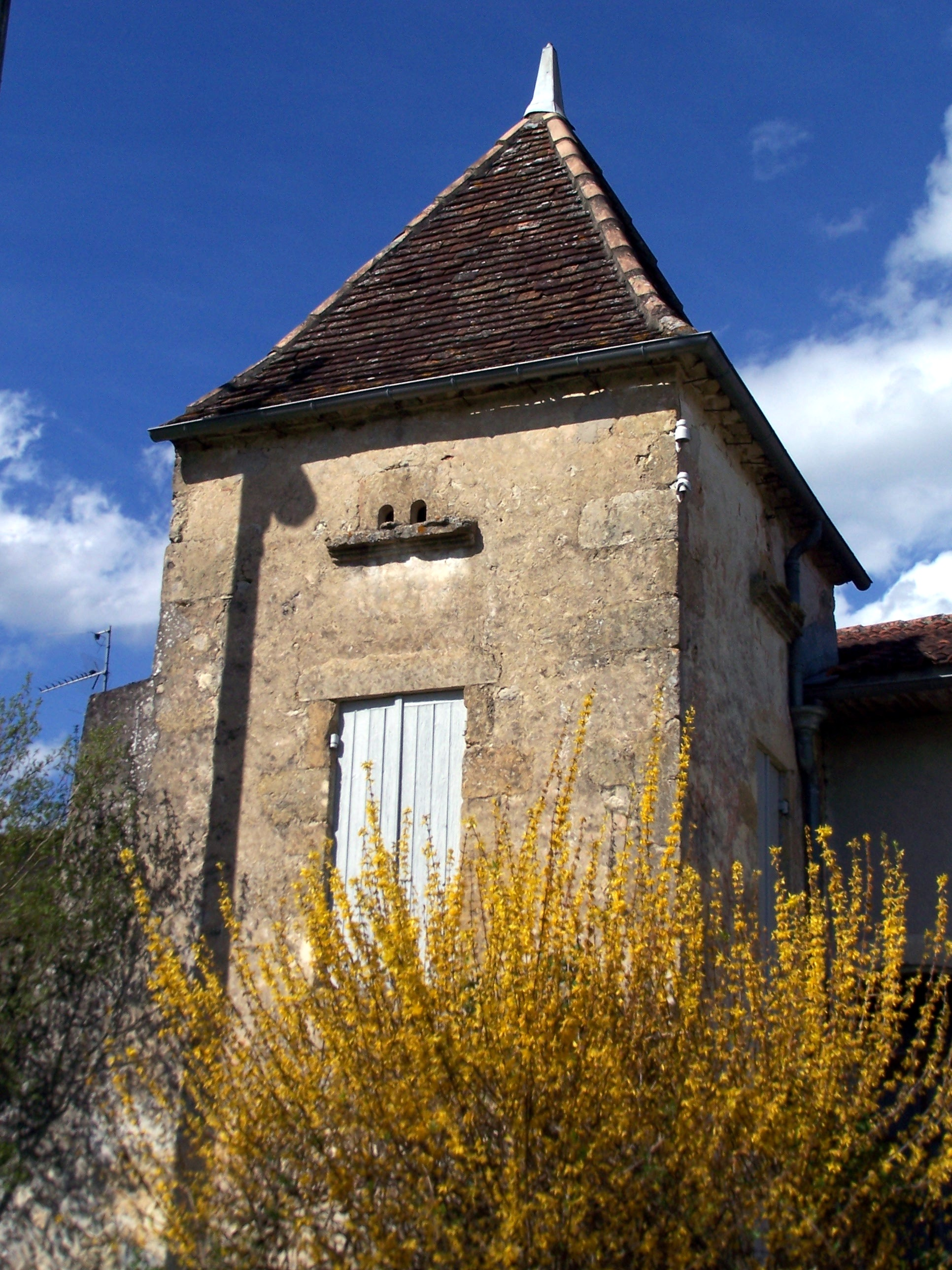
Taubenturm
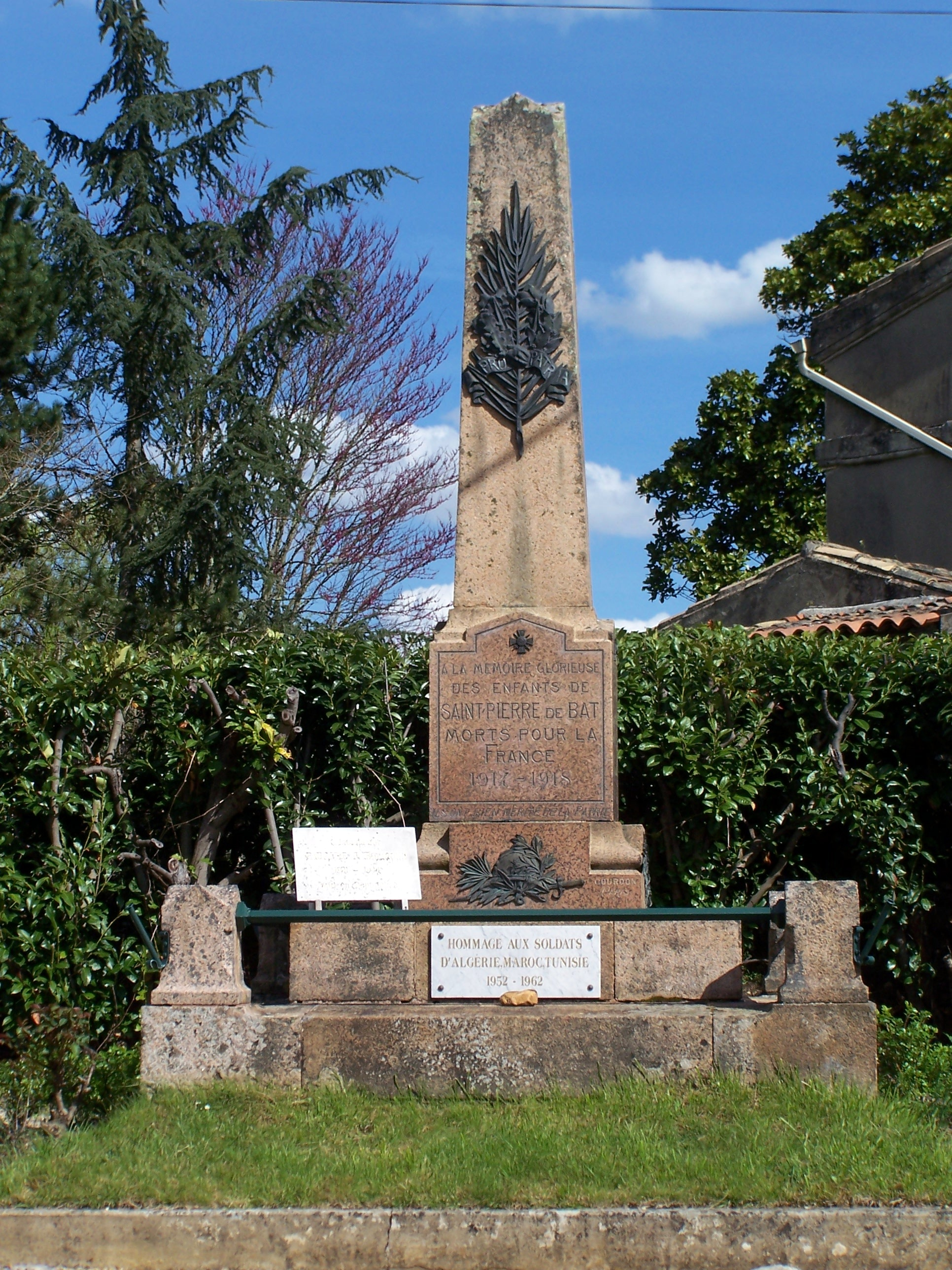
Gefallenendenkmal